# Jasin-Amin Assehnoun
Jasin-Amin Assehnoun (Finlandia, 26 de diciembre de 1998) es un futbolista finlandés. Su posición es la de delantero y su club es el Volos F. C. de la Superliga de Grecia.

## Trayectoria

### FC Espoo
Llegó al equipo para la temporada 2017. Su primer partido con el club y como profesional fue el 29 de abril de 2017 en liga ante el Salon Palloilijat comenzando como titular y completando los 90 minutos. En su primera temporada como profesional logró marcar tres goles en veintidós encuentros jugados, su equipo terminó salvándose del descenso al quedar a seis puntos arriba de dicha de zona.
En su segunda temporada tuvo un gran inicio ya que en sus primeros trece partidos marcó ocho goles incluyendo dos dobletes lo que hizo que llamará la atención de diferentes clubes de la primera categoría.

### FC Lahti
El 26 de julio de 2018 se hizo oficial su llegada al FC Lahti. Jugó su primer partido con el equipo el 5 de agosto en liga ante el PS Kemi entrando de cambio al minuto 70' por Ville Salmikivi.

### FC Emmen
El 14 de julio de 2021 se hace oficial su traspaso al FC Emmen firmando un contrato por un año con opción a otro más. Su primer partido con el equipo fue el 6 de agosto ante el SC Telstar arrancando como titular y completando los 90', su equipo terminaría empatando a un gol.

## Selección nacional

### Selección absoluta
Su debut con la selección absoluta se dio el 29 de mayo de 2021 en un partido amistoso contra Suecia, Assehnoun arrancó como suplente y salió de cambio al minuto 46', al final los suecos terminaron ganando el encuentro con marcador de 2-0.

### Participaciones en selección
| Torneo                                               | Categoría | Sede    | Resultado    | Partidos | Goles |
| ---------------------------------------------------- | --------- | ------- | ------------ | -------- | ----- |
| Fase de clasificación par la Eurocopa Sub-21 de 2021 | Sub-21    | Hungría | No clasificó | 9        | 1     |

## Estadísticas

### Clubes
Actualizado al último partido jugado el 22 de abril de 2023.
| FC Espoo · Finlandia | 3.ª                 | 2017                | 22  | 3  | -  | - | - | - | 22  | 3  | 0.14 |
| FC Espoo · Finlandia | 3.ª                 | 2018                | 13  | 8  | -  | - | - | - | 13  | 8  | 0.62 |
| FC Espoo · Finlandia | Total               | Total               | 35  | 11 | 0  | 0 | 0 | 0 | 35  | 11 | 0.31 |
| FC Lahti · Finlandia | 1.ª                 | 2018                | 10  | 0  | -  | - | - | - | 10  | 0  | 0.00 |
| FC Lahti · Finlandia | 1.ª                 | 2019                | 27  | 3  | 7  | 3 | - | - | 34  | 6  | 0.18 |
| FC Lahti · Finlandia | 1.ª                 | 2020                | 22  | 9  | 8  | 3 | - | - | 30  | 12 | 0.4  |
| FC Lahti · Finlandia | 1.ª                 | 2021                | 10  | 5  | 3  | 2 | - | - | 13  | 7  | 0.54 |
| FC Lahti · Finlandia | Total               | Total               | 69  | 17 | 18 | 8 | 0 | 0 | 87  | 25 | 0.29 |
| FC Emmen · Países Bajos | 2.ª                 | 2021-22             | 36  | 7  | 2  | 1 | - | - | 38  | 8  | 0.21 |
| FC Emmen · Países Bajos | 1.ª                 | 2022-23             | 26  | 1  | 3  | 0 | - | - | 29  | 1  | 0.03 |
| FC Emmen · Países Bajos | Total               | Total               | 62  | 8  | 5  | 1 | 0 | 0 | 67  | 9  | 0.13 |
| Total en su carrera | Total en su carrera | Total en su carrera | 166 | 36 | 23 | 9 | 0 | 0 | 189 | 45 | 0.24 |
| (1) Incluye datos de Copa de Finlandia. (2) Incluye datos de Liga de Campeones de la UEFA y Liga Europa de la UEFA. (3) No incluye goles en partidos amistosos. |                     |                     |     |    |    |   |   |   |     |    |      |